# Oscar Gerlach
Oscar Gerlach, född 6 februari 1836 i Köpenhamn, död 3 januari 1900 i Malmö, var en dansk-svensk militär och ingenjör.
Gerlach, som var son till general Georg Gerlach, deltog som soldat i dansk-tyska kriget 1864 och blev därefter adjutant hos fadern och utnämnd till löjtnant. Redan före kriget hade han tjänstgjort i Malmö som biträde åt den danska ingenjörsfirman English & Hanssen, vilken på entreprenad övertagit anläggningen av stadens vattenverk vid Pildammarna, och sedermera ledde han själv arbetena vid denna anläggning och kvarstannade där i egenskap av ingenjör vid vattenverket. Han erhöll därjämte anställning som biträde åt drätselkammaren vid ledningen av stadens gatuarbeten. Han innehade denna befattning till den 1 oktober 1894, då han avgick med pension.
Efter Gerlach uppkallades 1908 Gerlachs park, vilken anlagts redan 1879. Senare tillkom även, i anslutning till denna park, Gerlachsgatan (1961) och Gerlachsgången (1965).